# Erich Ohser
Erich Ohser (18. března 1903 Untergettengrün – 6. dubna 1944 Berlín) byl německý karikaturista, známý také pod pseudonymem e. o. plauen.
Vyrostl v Plavně, podle něhož zvolil své umělecké jméno a kde se také nachází jeho pomník a muzeum. Vystudoval Akademii výtvarného umění v Lipsku a nastoupil do novin Neuen Leipziger Zeitung, kde byli jeho kolegy a přáteli Erich Knauf a Erich Kästner. Ilustroval mj. knihy Michaila Zoščenka a Rudyarda Kiplinga. Proslul svými antifašistickými karikaturami, kvůli nimž nebyl v roce 1933 přijat do Říšské tiskové komory a musel publikovat pod pseudonymem. V týdeníku Berliner Illustrirte Zeitung otiskoval v letech 1934 až 1937 stripy (zpravidla beze slov) s postavami otce a syna (Vater und Sohn), které se staly klasikou německého kresleného humoru a vyšly také knižně.
Za druhé světové války pracoval pro týdeník Das Reich. V roce 1944 udal Knaufa a Ohsera vydavatel nacistické propagandy Bruno Schulz za kritické výroky na adresu Josepha Goebbelse. Oba byli zatčeni, Ohser v předvečer procesu spáchal v cele moabitského vězení sebevraždu a Knauf byl 2. května 1944 popraven.
Na jeho počest se uděluje za kreslené vtipy Cena e. o. plauena. Před jeho domem v Berlíně byl v roce 2013 umístěn kámen zmizelých. V životopisném filmu Kästner und kleine Dienstag (2017) ztvárnil roli Ohsera Hans Löw.

## Galerie

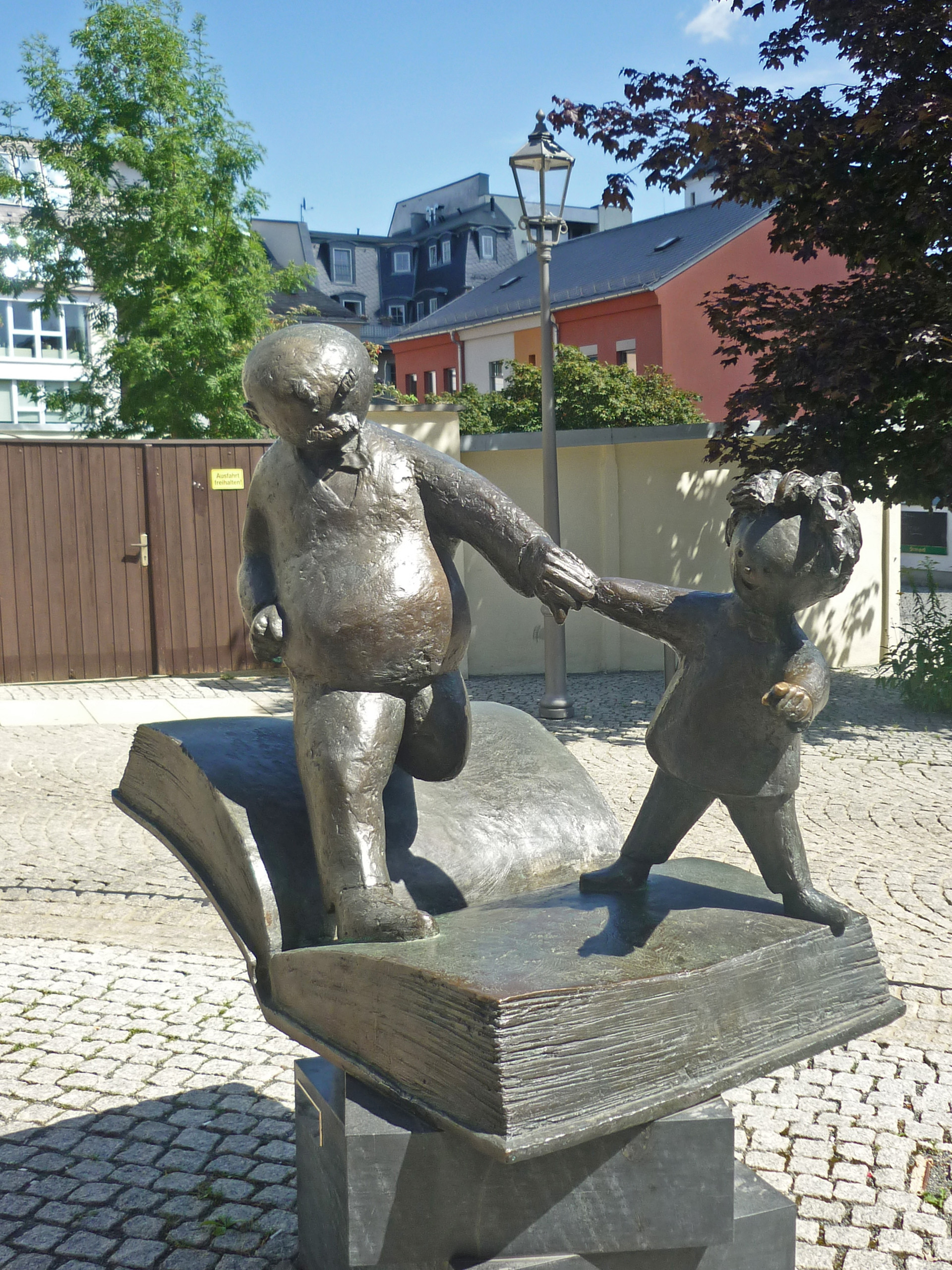
Socha Otce a syna v Plavně
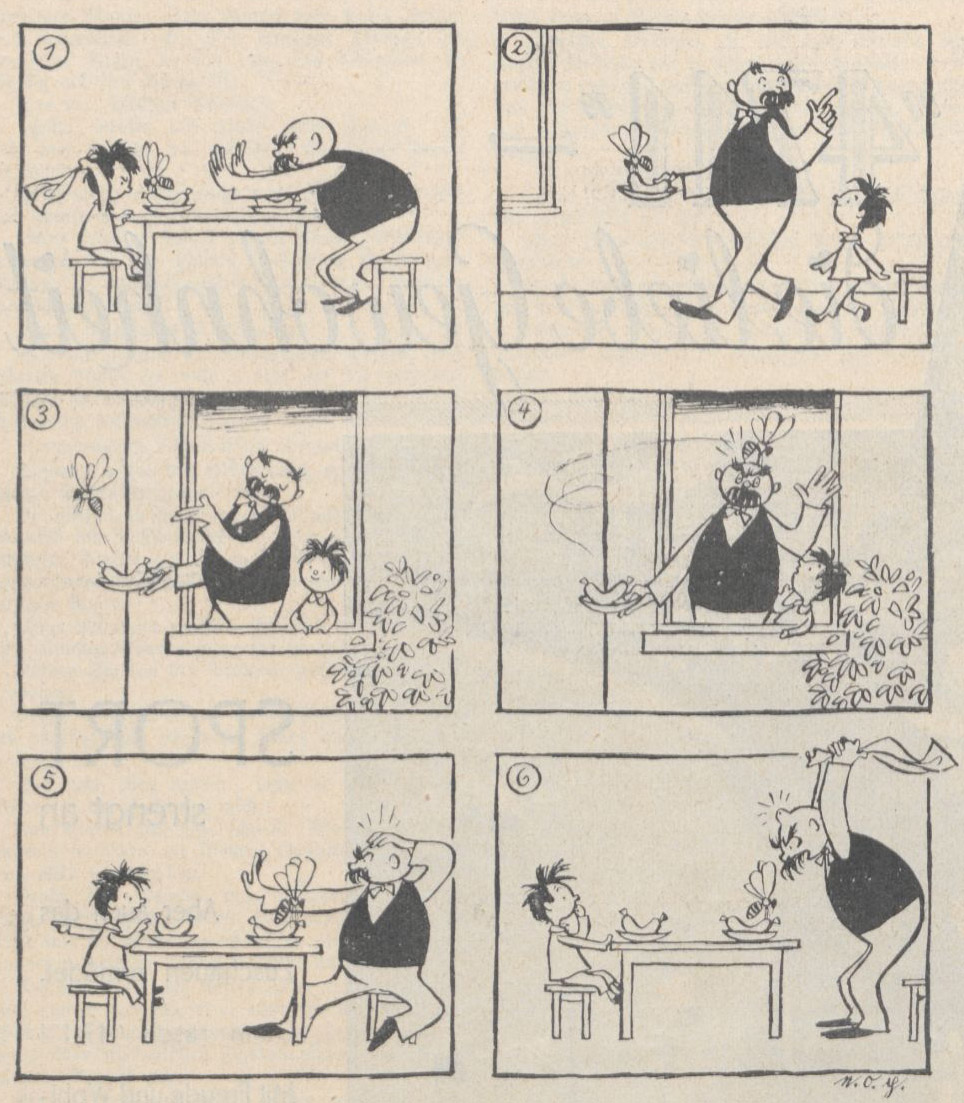
Otec a syn: Jak zacházet s vosami
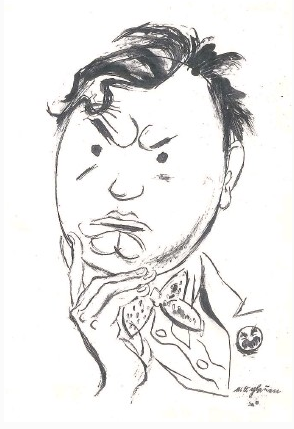
Autoportrét
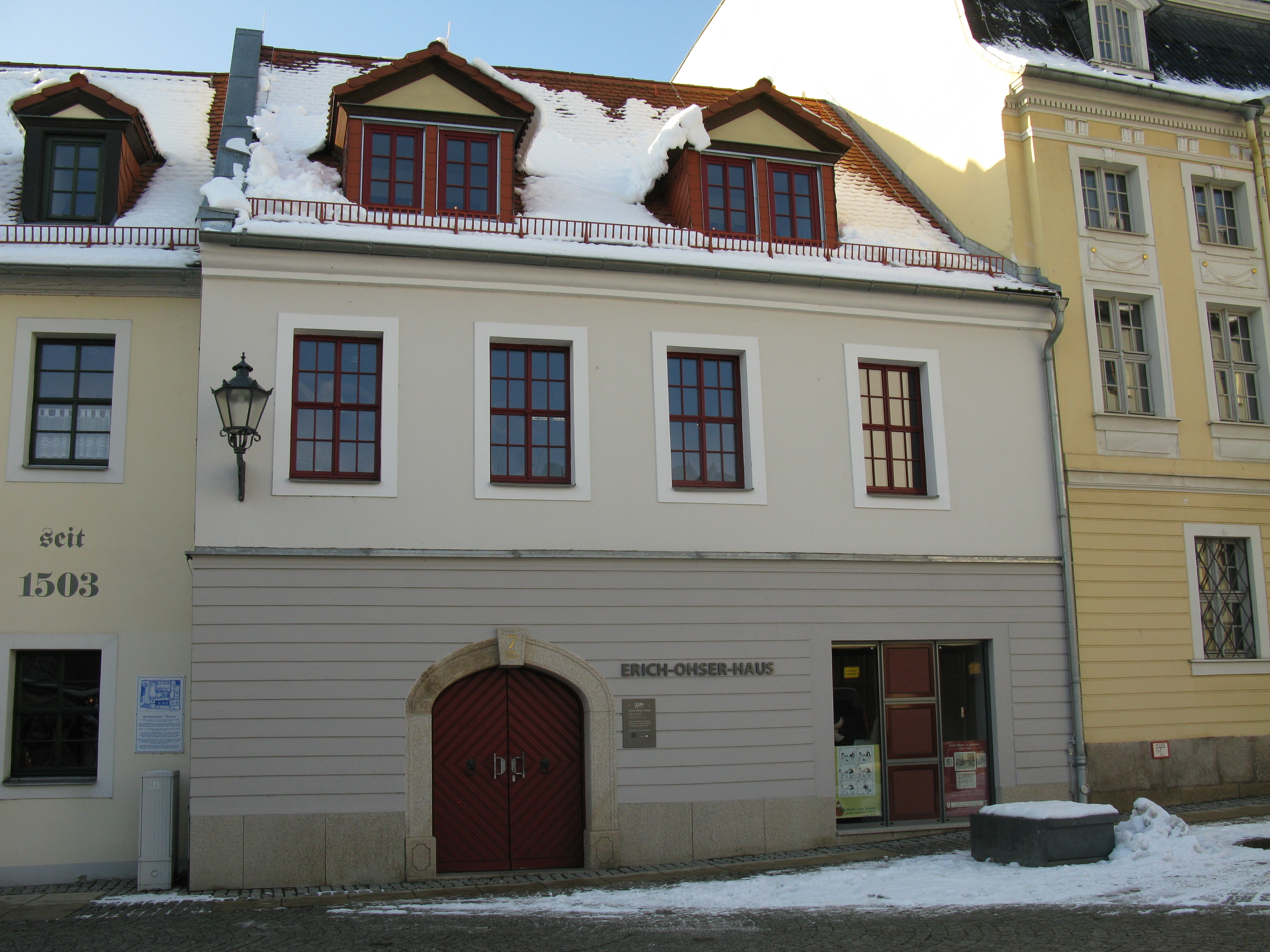
Ohserův dům v Plavně